# مک‌لارن اف۱ ال‌ام
مک‌لارن اف۱ ال‌ام (McLaren F۱ LM) خودرویی است که در سال‌های ۱۹۹۵/>۵ produced (plus one prototype)تولید شده‌است.
موتور این اتوموبیل برای انعکاس بهتر گرما طلا کاری شده است
این خودرو در کلاس خودرو اسپورت قرار گرفته و طراحی آن خودروهای موتور وسط عقب-محور عقب بوده ‌است. سیستم جعبه‌دندهٔ آن ۶ دنده به صورت دستی است.